# سامانثا ديفيز (مستكشفة)
سامانثا ديفيز (بالإنجليزية: Samantha Davies)‏ هي مستكشفة بريطانية، ولدت في 23 أغسطس 1974 في بورتسموث في المملكة المتحدة.

## وصلات خارجية
- سامانثا ديفيز على موقع الاتحاد الدولي للملاحة الشراعية (موقع جديد) (الإنجليزية)
- سامانثا ديفيز على موقع الاتحاد الدولي للملاحة الشراعية (موقع قديم) (الإنجليزية)
- سامانثا ديفيز على موقع الاتحاد الفرنسي للملاحة الشراعية (الفرنسية)
- سامانثا ديفيز على موقع ميوزك برينز (الإنجليزية)